# AK-100 (canon naval)
Pour les articles homonymes, voir Canon de 100 mm.
L'AK-100 est un canon naval de calibre 100 mm équipant des navires de la marine soviétique puis russe depuis les années 1970. Il est équipé d'un système de refroidissement du tube tout en étant associé à un radar Kite Sreech.

## Navires
- Porte-aéronef Amiral Gorshokov de classe Kiev
- Destroyers de classe Udaloy
- Frégate de classe Krivak II et III
- Frégate de classe Neustrashimyy

## A-190
L'A-190, également connu sous le nom d'AK-190, est une version légère modernisée de l'AK-100 développée par l'Institut central de recherche scientifique Burevestnik qui est entrée en service en 1997. Les livraisons sont destinées à remplacer l'affût de canon AK-176. Plus de 30 systèmes avec une portée de tir de plus de 20 km ont été livrés à partir de 2020.

### Spécifications
Spécifications
- Masse : 15 tonnes
- Hausse : -15 / +85 degrés
- Azimut : ± 170 degrés
- Cadence de tir : 80 coups par minute
- Stockage de munitions : 80 obus par arme interne

## Voir Aussi
- AK-630
- AK-257
- AK-176
- AK-276